# Vieil italique
Cette page contient des caractères spéciaux ou non latins. S’ils s’affichent mal (▯, ?, etc.), consultez la page d’aide Unicode.
Le vieil italique désigne plusieurs alphabets aujourd’hui disparus et qui furent utilisés dans la péninsule italienne dans l’Antiquité par divers peuples indo-européens (surtout italiques) ou non (par exemple les langues étrusques).
Ces alphabets sont issus du grec eubéen, de l’alphabet de Cumae, utilisé à Ischia et Cumes dans la baie de Naples au VIIIe siècle av. J.-C. Le cumaéen montre lui-même de fortes similitudes avec l'alphabet phénicien, permettant de supposer une influence phénicienne dans la partie occidentale du bassin méditerranéen.
Diverses langues indo-européennes appartenant à la branche italique (le falisque et les membres du groupe sabellique, y compris l’osque, l’ombrien, le sud-picène), ainsi qu’à d’autres branches indo-européennes (telles que le celtique, le vénète et le messapien) utilisaient au départ ces alphabets. Le falisque, l’osque, l’ombrien, le nord-picène et le sud-picène proviennent tous d'une forme étrusque de ces alphabets.
L’alphabet runique, apparu au IIe siècle, est issu de l'un de ces alphabets.

## Alphabet osque
Les Osques ont probablement adopté l’alphabet étrusque au cours de VIIe siècle av. J.-C. pour écrire la langue osque, mais une variante osque de cet alphabet n’est discernable qu’à partir du Ve siècle av. J.-C. Elle se caractérise par l’apparition de variantes longues des lettres I et U, transcrites Í et Ú. Le U fut progressivement utilisé pour représenter le o osque, et le Ú pour le u.

## Alphabet de Lugano
L’alphabet de Lugano était utilisé pour écrire le lépontique. Les inscriptions retrouvées en Italie du nord et dans le Tessin sont parmi les plus vieux témoignages de langue celtique, en usage du VIIe au Ve siècle av. J.-C.. Cet alphabet possède 17 lettres, issues de l’alphabet étrusque archaïque :
| 𐌀 | 𐌄 | 𐌉 | 𐌊 | 𐌋 | 𐌌 | 𐌍 | 𐌏 | 𐌐 | 𐌓 | 𐌔 | 𐌕 | 𐌈 | 𐌖 | 𐌅 | 𐌗 | 𐌆 |
| A | E | I | K | L | M | N | O | P | R | S | T | Θ | U | V | X | Z |

L'alphabet de Lugano ne distingue pas les occlusives voisées des non voisées : ainsi P représente /p/ ou /b/, T /t/ ou /d/, K /k/ ou /g/. Z représente probablement /t͡s/, Θ /t/ et X /g/. U (/u/) et V (/w/) sont différenciés.

## Alphabet de Nuceria
L’alphabet nucérien est basé sur des inscriptions découvertes en Italie du sud, essentiellement à Nuceria Alfaterna, mais aussi à Vico Equense et Sorrente. Son utilisation est attestée entre le VIe et le Ve siècle av. J.-C.. La lettre la plus notable est le S, dont la forme évoque celle du sapin et qui provient peut-être de l’alphabet phénicien.